# Olympische Sommerspiele 2016/Leichtathletik – 20 km Gehen (Frauen)

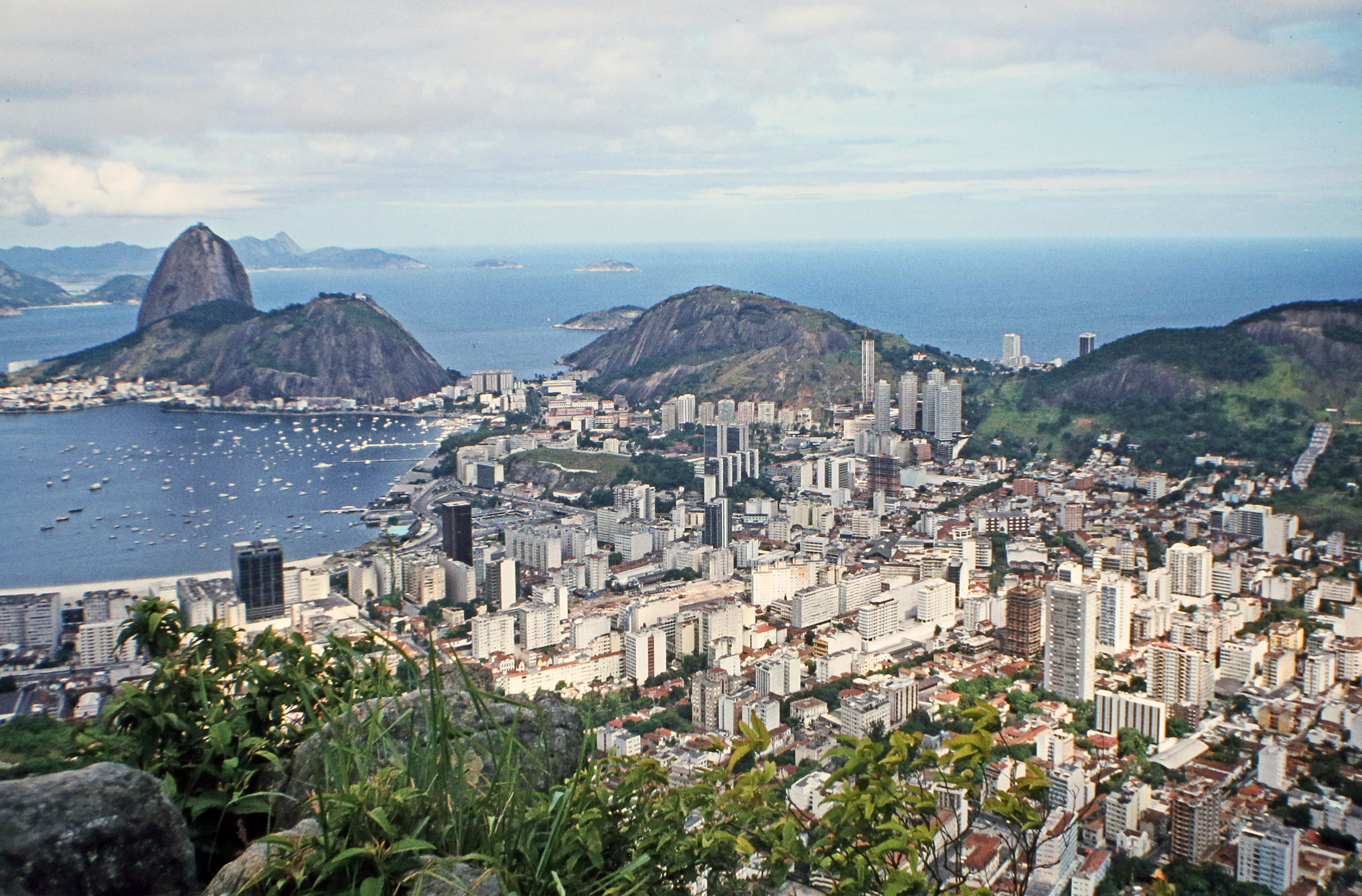
Blick auf Rio de Janeiro

Der Wettkampf im 20-km-Gehen der Frauen bei den Olympischen Spielen 2016 in Rio de Janeiro wurde am 19. August 2016 im Stadtteil Recreio dos Bandeirantes ausgetragen. 74 Athletinnen nahmen teil.
Olympiasiegerin wurde die Chinesin Liu Hong, die vor der Mexikanerin María Guadalupe González gewann. Bronze ging an die Chinesin Lü Xiuzhi.
Athletinnen aus Deutschland, der Schweiz, Österreich und Liechtenstein nahmen nicht teil.

## Aktuelle Titelträgerinnen
| Olympiasiegerin                         | Jelena Laschmanowa ( Russland)             | 1:25:02 h                                  | London 2012   |
| Weltmeisterin                           | Liu Hong ( Volksrepublik China)            | 1:27:45 h                                  | Peking 2015   |
| Europameisterin                         | Elmira Alembekowa ( Russland)              | 1:27:56 h                                  | Zürich 2014   |
| Nord-/Zentralamerika-/Karibik-Meisterin | Wettbewerb nicht im Meisterschaftsprogramm | Wettbewerb nicht im Meisterschaftsprogramm | San José 2015 |
| Südamerika-Meisterin                    | Sandra Arenas ( Kolumbien)                 | 1:31:23 h – 20.000-m-Bahngehen             | Lima 2015     |
| Asienmeisterin                          | Rui Liang ( Volksrepublik China)           | 1:28:43 h                                  | Nomi 2016     |
| Afrikameisterin                         | Grace Wanjiru Njue ( Kenia)                | 1:30:43 h                                  | Durban 2016   |
| Ozeanienmeisterin                       | Rachel Tallent ( Australien)               | 1:31:33 h                                  | Adelaide 2016 |

## Bestehende Rekorde
| Weltrekord         | Jelena Laschmanowa ( Russland) | 1:25:02 h | OS London, Großbritannien | 11. August 2012 |
| Olympischer Rekord | Jelena Laschmanowa ( Russland) | 1:25:02 h | OS London, Großbritannien | 11. August 2012 |

Der bestehende olympische Rekord, gleichzeitig Weltrekord, wurde bei diesen Spielen nicht erreicht. Mit ihrer Zeit von 1:28:35 h verfehlte die chinesische Olympiasiegerin Liu Hong im Wettbewerb am 19. August den Rekord um 3:33 Minuten.
Anmerkungen:
- von der IAAF (heute World Athletics) nicht anerkannter Weltrekord:
  - Liu Hong (Volksrepublik China) – 1:24:38 h / 6. Juni 2015 / IAAF Race Walking Challenge, A Coruña (Spanien)
- Alle Zeitangaben sind auf die Ortszeit Rio (UTC-3) bezogen.

## Streckenführung
Der Wettkampf wurde im Stadtteil Recreio dos Bandeirantes im Süden von Rio de Janeiro direkt an der Atlantikküste durchgeführt. Start und das Ziel lagen bei der Praça do Pontal auf der Avenida Lúcio Costa. Die Strecke führte zu Beginn in nordöstlicher Richtung bis zur Rua Eduardo Pederneiras und dann nach einer Wende zum Start/Ziel zurück. Weiter ging es bis zur Kreuzung Avenida Gilka Machado/Estrada do Pontal und wiederum zum Ausgangspunkt. Dieser Kurs von einem Kilometer Länge wurde insgesamt zwanzigmal absolviert.

## Ausgangssituation
Als Favoritinnen galten die Chinesinnen, angeführt von Weltmeisterin Liu Hong und Vizeweltmeisterin Lü Xiuzhi. Mit guten Aussichten auf vordere Platzierungen gingen die portugiesische WM-Vierte Ana Cabecinha, die italienische WM-Fünfte Antonella Palmisano und auch die brasilianische WM-Sechste Érica de Sena an den Start. Die russischen Geherinnen, die hier zu den Mitfavoritinnen gehört hätten, fehlten wegen des dopingbedingten Ausschlusses ihres Landes von den Olympischen Spielen durch die IAAF.

## Resultat

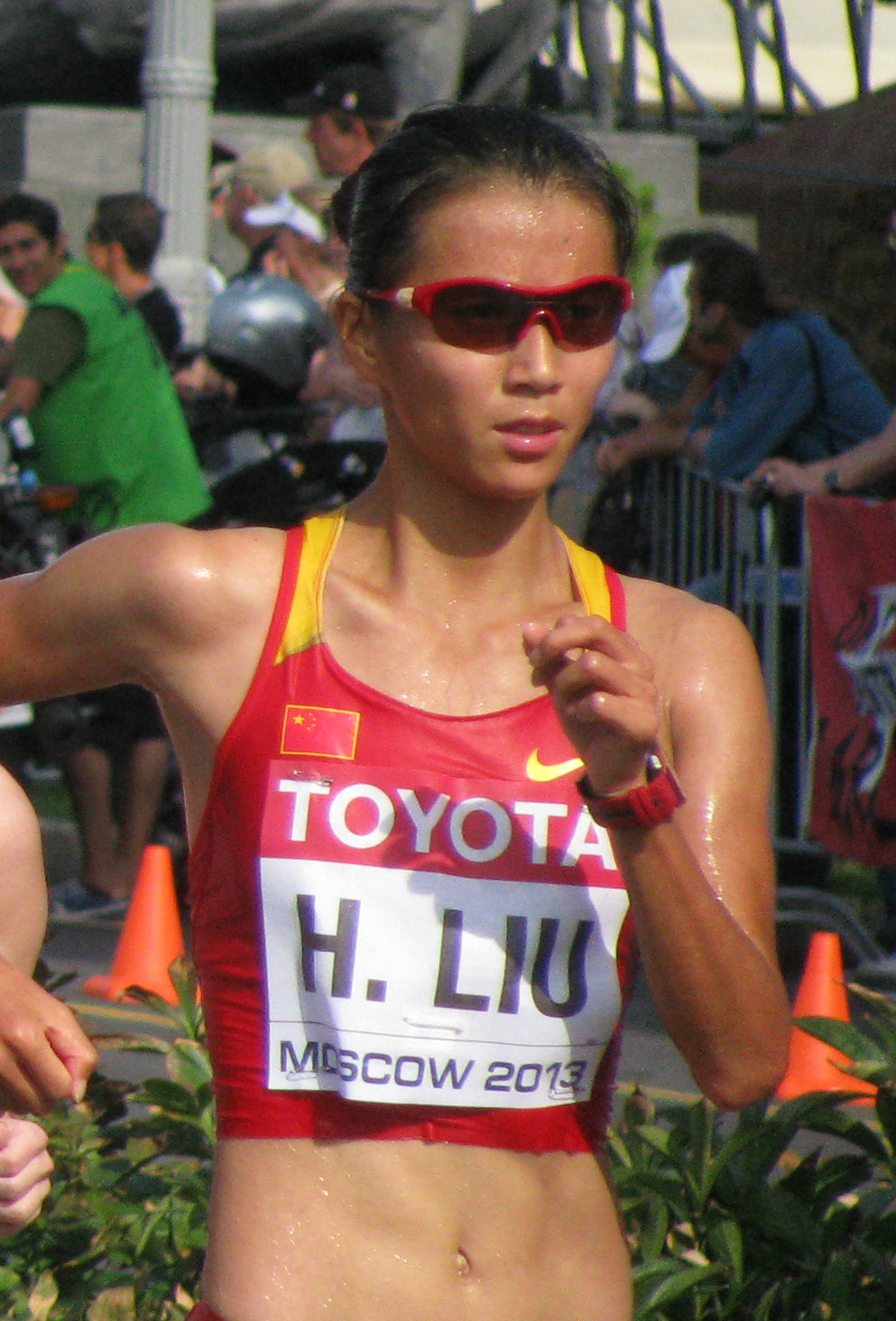
Olympiasiegerin wurde die Silbermedaillengewinnerin von 2012 Liu Hong

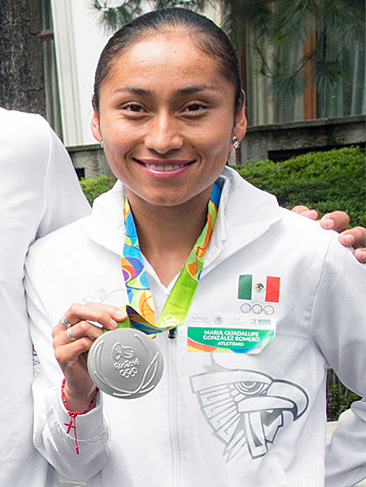
Silber ging an María Guadalupe González

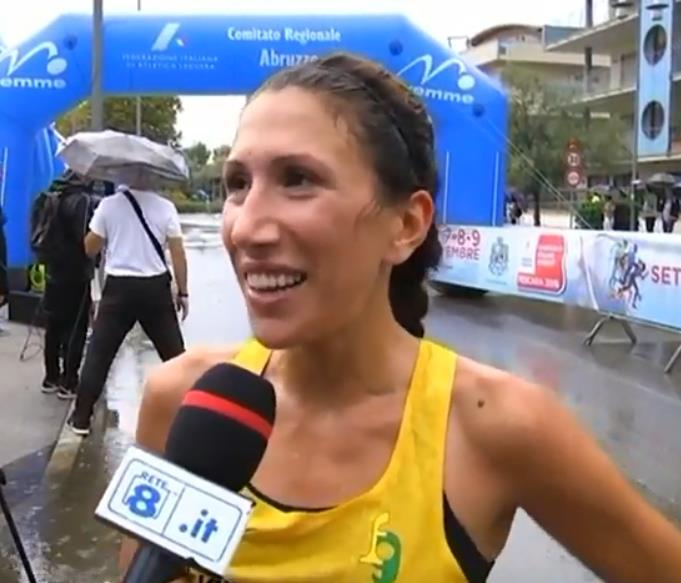
Die Olympiavierte Antonella Palmisano

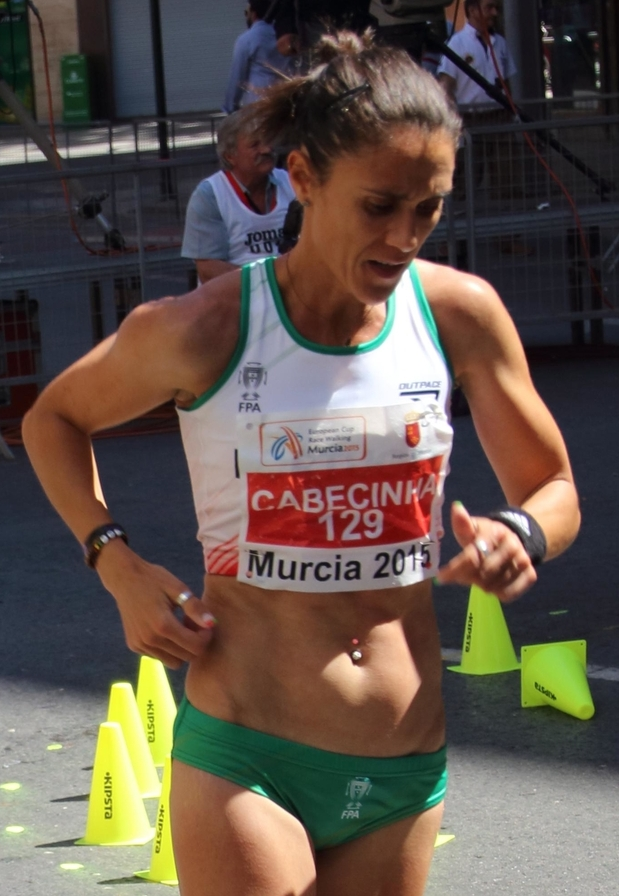
Ana Cabecinha belegte Rang sechs

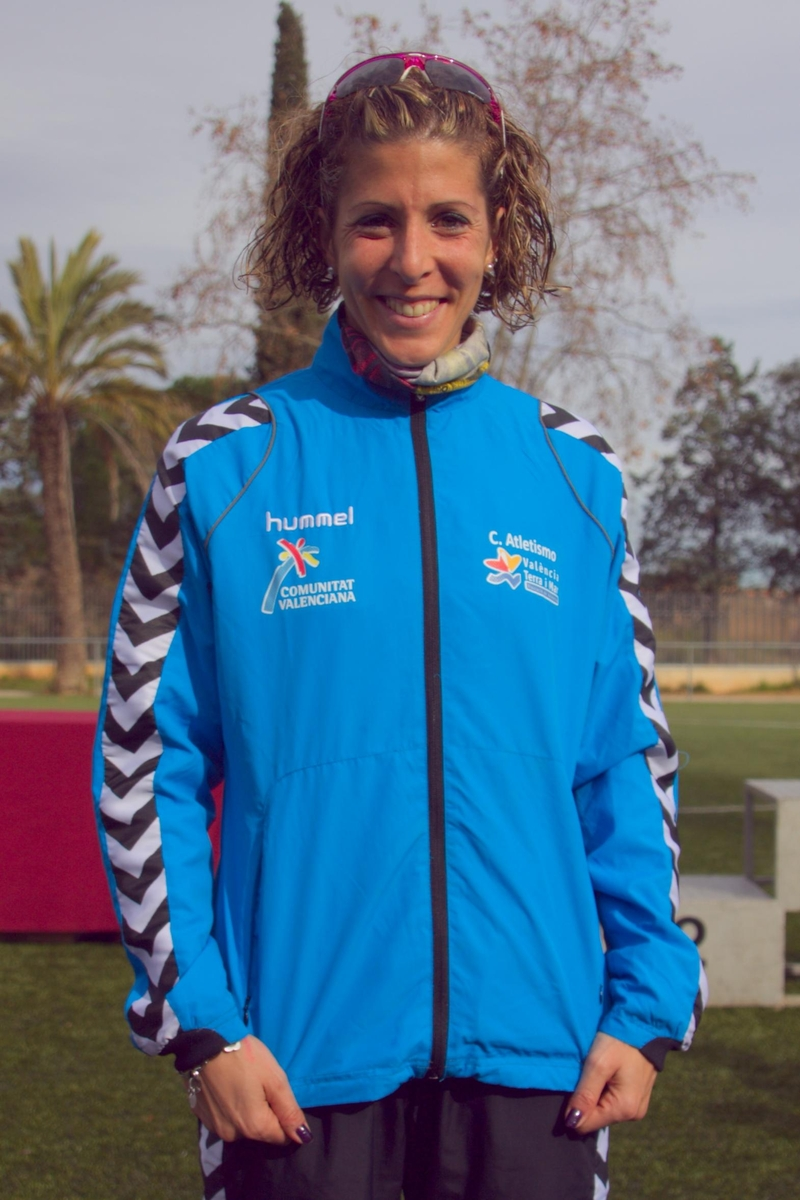
Beatriz Pascual kam auf den achten Platz

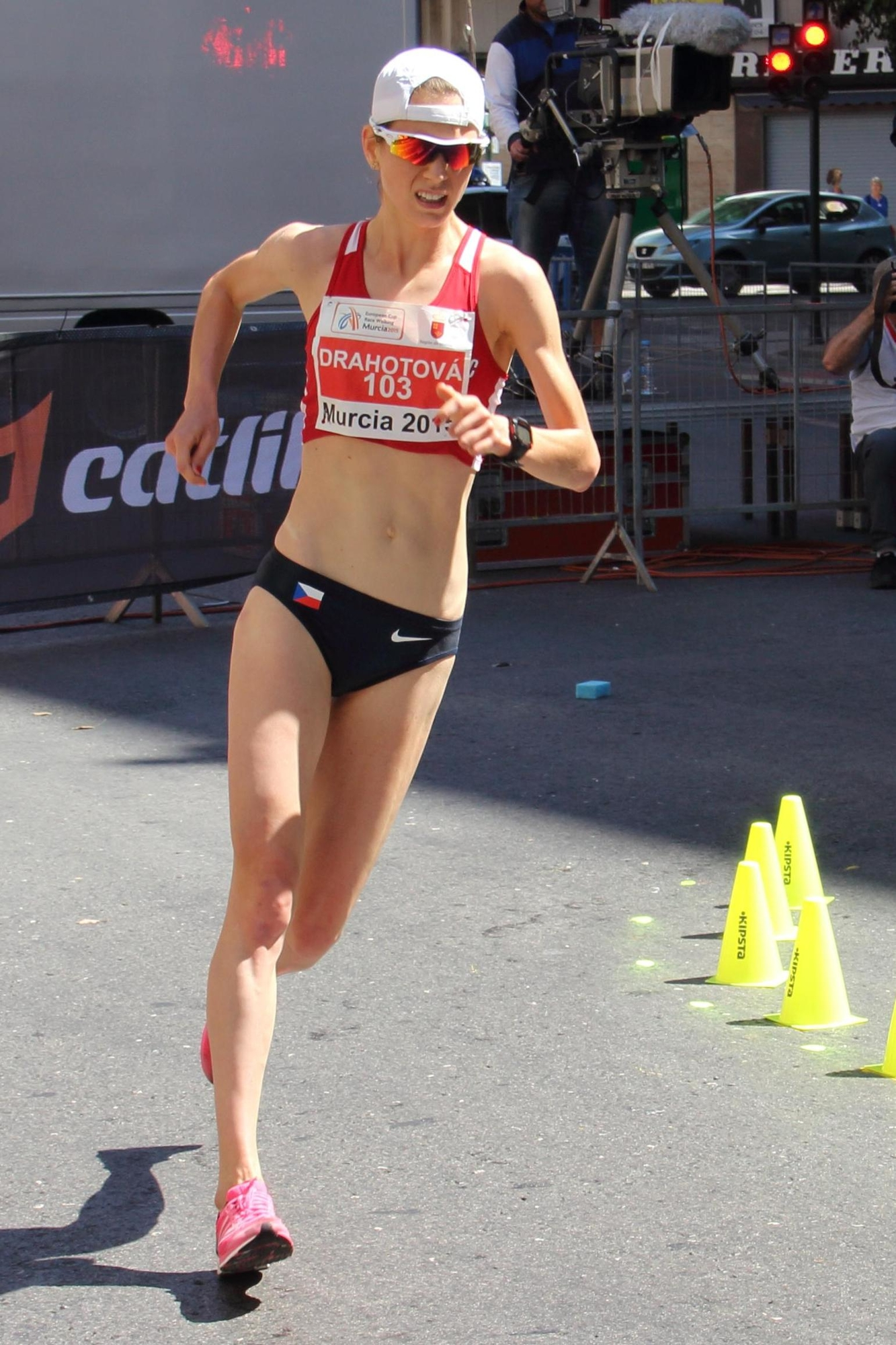
Anežka Drahotová erreichte Platz zehn

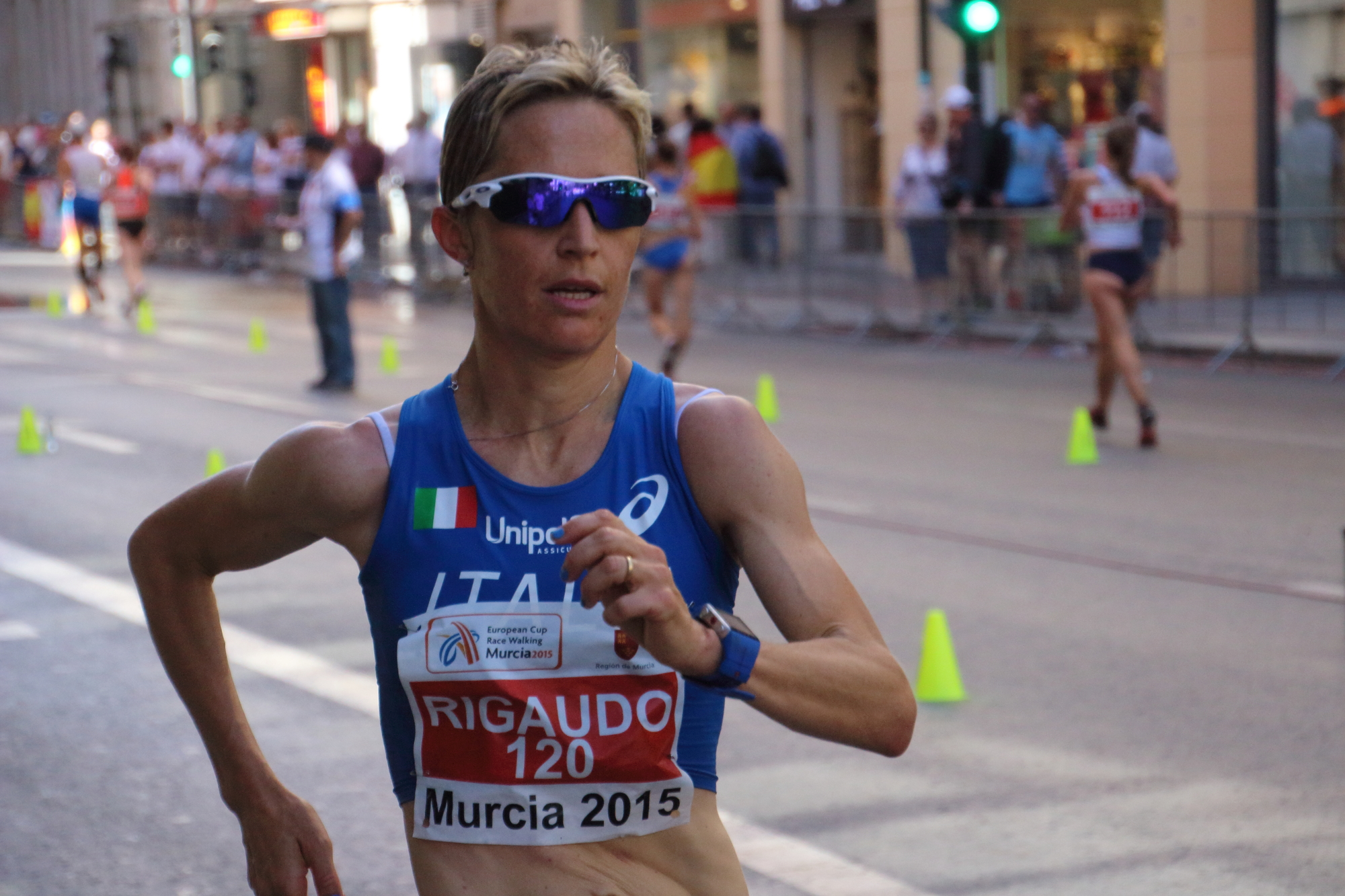
Die Olympiaelfte Elisa Rigaudo

19. August 2012, 14:30 Uhr
| Zwischenzeiten | Zwischenzeiten | Zwischenzeiten                                                                                         | Zwischenzeiten |
| Marke          | Zwischenzeit   | Führende                                                                                               | 2-km-Zeit      |
| -------------- | -------------- | --- | -------------- |
| 2 km           | 9:15 min       | María Guadalupe González mit großer Gruppe                                                             | 9:15 min       |
| 4 km           | 18:28 min      | María Guadalupe González mit großer Gruppe                                                             | 9:13 min       |
| 6 km           | 27:26 min      | Lü Xiuzhi mit großer Gruppe                                                                            | 8:58 min       |
| 8 km           | 36:25 min      | María Guadalupe González mit 15-köpfiger Gruppe                                                        | 8:59 min       |
| 10 km          | 45:24 min      | Liu Hong mit 15-köpfiger Gruppe                                                                        | 8:59 min       |
| 12 km          | 54:11 min      | Lü, González, Liu, de Sena, Giorgi, Palmisano – Qoijing, Cabecinha 4 s zurück – Lamble 5 s zurück      | 8:47 min       |
| 14 km          | 1:03:01 h00    | Qoijing, Lü, González, Liu, de Sena, Palmisano, Cabecinha – Lamble 15 s zurück                         | 8:50 min       |
| 16 km          | 1:11:43 h00    | Qoijing, Lü, González, Liu, Palmisano – Cabecinha 3 s zurück – de Sena 5 s zurück – Lamble 36 s zurück | 8:42 min       |
| 18 km          | 1:20:24 h00    | Liu, González, Lü – Qoijing, Palmisano 3 s zurück – de Sena, Cabecinha 13 s zurück                     | 8:41 min       |
| 20 km          | 1:28:35 h00    | Liu | 8:11 min       |

| Platz | Name                       | Nation              | Zeit (h)           | Verwarnungen     | Anmerkung                                            |
| ----- | -------------------------- | ------------------- | ------------------ | ---------------- | ---------------------------------------------------- |
| 1     | Liu Hong                   | Volksrepublik China | 1:28:35            | Bod              |                                                      |
| 2     | María Guadalupe González   | Mexiko              | 1:28:37            | Bod              |                                                      |
| 3     | Lü Xiuzhi                  | Volksrepublik China | 1:28:42            | Bod              |                                                      |
| 4     | Antonella Palmisano        | Italien             | 1:29:03            |                  |                                                      |
| 5     | Qoijing Gyi                | Volksrepublik China | 1:29:04            |                  |                                                      |
| 6     | Ana Cabecinha              | Portugal            | 1:29:23            |                  |                                                      |
| 7     | Érica de Sena              | Brasilien           | 1:29:29            | Bod / Bod        |                                                      |
| 8     | Beatriz Pascual            | Spanien             | 1:30:24            |                  |                                                      |
| 9     | Regan Lamble               | Australien          | 1:30:28            | Bod / Bod        |                                                      |
| 10    | Anežka Drahotová           | Tschechien          | 1:30:43            |                  |                                                      |
| 11    | Elisa Rigaudo              | Italien             | 1:31:04            | Knie             |                                                      |
| 12    | Inês Henriques             | Portugal            | 1:31:28            | Bod              |                                                      |
| 13    | Émilie Menuet              | Frankreich          | 1:32:04            |                  |                                                      |
| 14    | Kimberly García            | Peru                | 1:32:09            |                  |                                                      |
| 15    | Andigoni Drismbioti        | Griechenland        | 1:32:32            |                  |                                                      |
| 16    | Kumiko Okada               | Japan               | 1:32:42            |                  |                                                      |
| 17    | Nastassija Jatsewitsch     | Belarus             | 1:32:53            | Bod              |                                                      |
| 18    | Ángela Castro              | Bolivien            | 1:32:54            |                  |                                                      |
| 19    | Nadija Borowska            | Ukraine             | 1:33:01            | Bod / Bod        |                                                      |
| 20    | Raquel González            | Spanien             | 1:33:03            |                  |                                                      |
| 21    | Inna Kaschina              | Ukraine             | 1:33:15            |                  |                                                      |
| 22    | Maria Michta-Coffey        | USA                 | 1:33:36            |                  |                                                      |
| 23    | María Guadalupe Sánchez    | Mexiko              | 1:33:44            | Bod / Bod        |                                                      |
| 24    | Paola Pérez                | Ecuador             | 1:33:53            |                  |                                                      |
| 25    | Viktória Madarász          | Ungarn              | 1:33:59            |                  |                                                      |
| 26    | Tanya Holliday             | Australien          | 1:34:22            | Bod / Bod        |                                                      |
| 27    | Magaly Bonilla             | Ecuador             | 1:34:54            | Bod              |                                                      |
| 28    | Paulina Buziak             | Polen               | 1:35:01            |                  |                                                      |
| 29    | Brigita Virbalytė-Dimšienė | Litauen             | 1:35:11            |                  |                                                      |
| 30    | Mirna Ortiz                | Guatemala           | 1:35:11            |                  |                                                      |
| 31    | Wendy Cornejo              | Bolivien            | 1:35:17            | Bod / Bod        |                                                      |
| 32    | Sandra Arenas              | Kolumbien           | 1:35:40            | Bod              |                                                      |
| 33    | Júlia Takács               | Spanien             | 1:35:45            |                  |                                                      |
| 34    | Miranda Melville           | USA                 | 1:35:48            |                  |                                                      |
| 35    | Alana Barber               | Neuseeland          | 1:35:55            |                  |                                                      |
| 36    | Maritza Guamán             | Ecuador             | 1:35:56            |                  |                                                      |
| 37    | Daniela Cardoso            | Portugal            | 1:36:13            |                  |                                                      |
| 38    | Yeseida Carillo            | Kolumbien           | 1:36:28            |                  |                                                      |
| 39    | Jeon Yeong-eun             | Südkorea            | 1:36:31            | Bod / Bod        |                                                      |
| 40    | Rachel Tallent             | Australien          | 1:37:08            | Bod              |                                                      |
| 41    | Alejandra Ortega           | Mexiko              | 1:37:33            |                  |                                                      |
| 42    | Grace Wanjiru              | Kenia               | 1:37:49            |                  |                                                      |
| 43    | Stefany Coronado           | Bolivien            | 1:37:56            |                  |                                                      |
| 44    | Agnieszka Szwarnóg         | Polen               | 1:38:01            |                  |                                                      |
| 45    | Andreea Arsine             | Rumänien            | 1:38:16            | Bod              |                                                      |
| 46    | Walentina Mirontschuk      | Ukraine             | 1:38:20            | Bod              |                                                      |
| 47    | Panayiota Tsinopoulou      | Griechenland        | 1:38:24            |                  |                                                      |
| 48    | Mária Czaková              | Slowakei            | 1:38:29            | Bod              |                                                      |
| 49    | Cisiane Lopes              | Brasilien           | 1:38:35            |                  |                                                      |
| 50    | Ana Rodean                 | Rumänien            | 1:38:42            |                  |                                                      |
| 51    | Jessica Hancco             | Peru                | 1:39:08            |                  |                                                      |
| 52    | Maritza Poncio             | Guatemala           | 1:40,09            |                  |                                                      |
| 53    | Agnese Pastare             | Lettland            | 1:40,15            | Bod / Knie       |                                                      |
| 54    | Khushbir Kaur              | Indien              | 1:40:33            | Knie             |                                                      |
| 55    | Mária Gáliková             | Slowakei            | 1:40:35            |                  |                                                      |
| 56    | Živilė Vaiciukevičiūtė     | Litauen             | 1:41,28            |                  |                                                      |
| 57    | Claudia Ștef               | Rumänien            | 1:41:47            | Knie             |                                                      |
| 58    | Barbara Kovács             | Ungarn              | 1:42:11            | Bod              |                                                      |
| 59    | Rita Recsei                | Ungarn              | 1:42:41            | Bod              |                                                      |
| 60    | Chahinez Nasri             | Tunesien            | 1:42:57            |                  |                                                      |
| 61    | Askale Tiksa               | Äthiopien           | 1:44:15            | Knie / Knie      |                                                      |
| 62    | Diana Aidossowa            | Kasachstan          | 1:44:49            | Bod              |                                                      |
| 63    | Anel Oosthuizen            | Südafrika           | 1:45:06            | Knie             |                                                      |
| DNF   | Neringa Aidietytė          | Litauen             |                    |                  |                                                      |
| DNF   | Agnieszka Dygacz           | Polen               | Bod                |                  |                                                      |
| DNF   | Sandra Galvis              | Kolumbien           |                    |                  |                                                      |
| DNF   | Yesenia Miranda            | El Salvador         |                    |                  |                                                      |
| DNF   | Sapana Sapana              | Indien              |                    |                  |                                                      |
| DSQ   | Yehualeye Beletew          | Äthiopien           |                    | Bod / Bod / Knie | Weltleichtathletikverband Regel 230.7a 3 Rote Karten |
| DSQ   | Eleonora Giorgi            | Italien             | Bod / Bod / Bod    |                  | Weltleichtathletikverband Regel 230.7a 3 Rote Karten |
| DSQ   | Mayra Carolina Herrera     | Guatemala           | Bod / Bod / Bod    |                  | Weltleichtathletikverband Regel 230.7a 3 Rote Karten |
| DSQ   | Lee Da-seul                | Südkorea            | Bod / Bod / Knie   |                  | Weltleichtathletikverband Regel 230.7a 3 Rote Karten |
| DSQ   | Lee Jeong-eun              | Südkorea            | Bod / Bod / Knie   |                  | Weltleichtathletikverband Regel 230.7a 3 Rote Karten |
| DSQ   | Polina Repina              | Kasachstan          | Knie / Knie / Knie |                  | Weltleichtathletikverband Regel 230.7a 3 Rote Karten |

## Wettbewerbsverlauf
Die Chinesinnen Liu Hong, Lü Xiuzhi und Qoijing Gyi hielten sich auf den ersten Kilometern stets vorne auf. Sie gingen ein angesichts der schwierigen Bedingungen zügiges Tempo, das sie ab dem sechsten Kilometer noch etwas steigerten. So fielen nach und nach immer mehr Athletinnen aus der Spitzengruppe heraus. Bei der Halbzeitmarke waren nur noch fünfzehn Teilnehmerinnen in der ersten Gruppe. Schon einen Kilometer weiter war die Gruppe auf sechs geschrumpft, dabei waren noch Lü, Liu, die Mexikanerin María Guadalupe González, die Italienerinnen Antonella Palmisano und Eleonora Giorgi sowie die Brasilianerin Érica de Sena. Ana Cabecinha, Qoijing und die Australierin Regan Lamble folgten mit wenigen Sekunden Abstand. Bei Kilometer dreizehn wurde Giorgi nach drei Verwarnungen wegen irregulären Gehens disqualifiziert. Kurze Zeit später konnten Qoijing und Cabecinha wieder zur Führungsgruppe aufschließen.
Qoijing übernahm nun die Führungsarbeit, die Portugiesin konnte das Tempo nicht mithalten und fiel wieder zurück. Dann verloren zunächst de Sena und kurz vor Ende der vorletzten Runde auch Palmisano den Anschluss. Auf der letzten Runde kämpften nun drei Chinesinnen und eine Mexikanerin um die Medaillen. González übernahm die Spitze und erhöhte das Tempo. Qoijing konnte nicht mehr mithalten und fiel zurück. Auf der letzten Runde wurde es nochmal schneller, jede der drei führenden Geherin hatte schon eine Verwarnung kassiert. González holte eine minimale Lücke zu ihren Gegnerinnen heraus. Liu schloss aber wieder auf und lag fünfhundert Meter vor dem Ziel mit ihr gleichauf. Dann zog die Chinesin an der Mexikanerin vorbei. Auf den letzten hundert Metern bekam Liu Hong noch sechs Ermahnungen, bevor sie die Ziellinie überschritt. Aber sie rettete ihren Vorsprung und wurde Olympiasiegerin. María Guadalupe González folgte nur zwei Sekunden später mit fünf Sekunden Vorsprung auf Lü Xiuzhi. Antonella Palmisano kam auf den vierten Platz vor Qoijing Gyi und Ana Cabecinha. Siebte wurde Érica de Sena vor der Spanierin Beatriz Pascual.

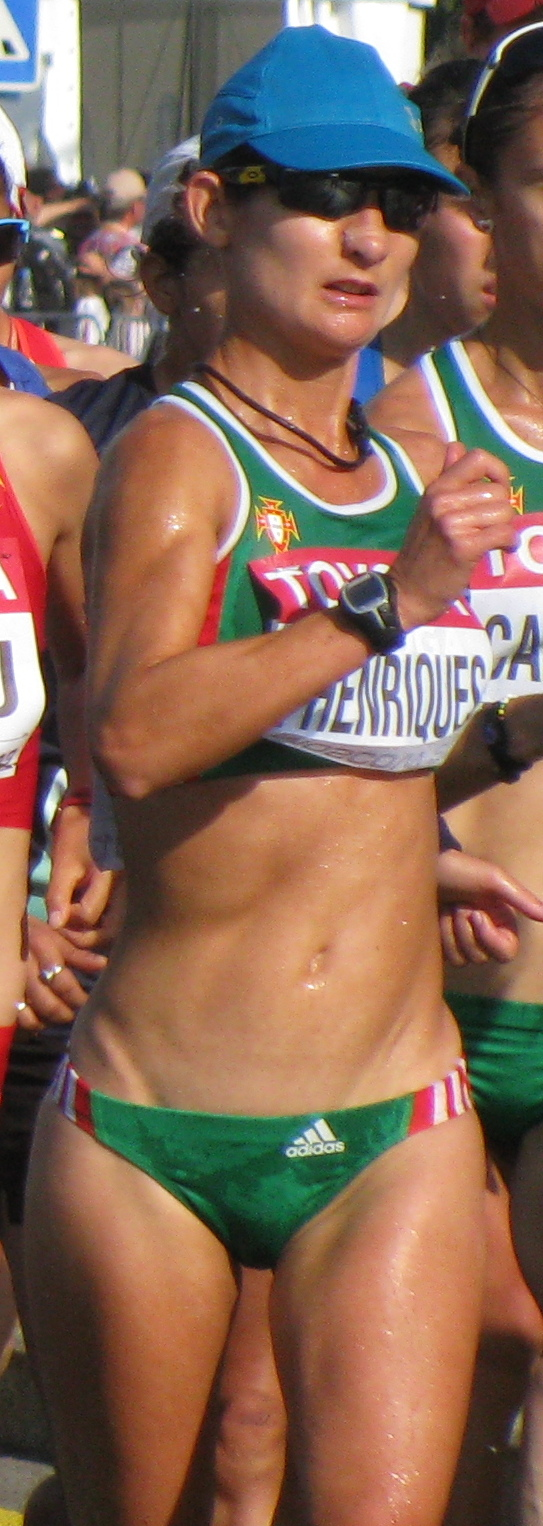
Inês Henriques belegte Rang zwölf
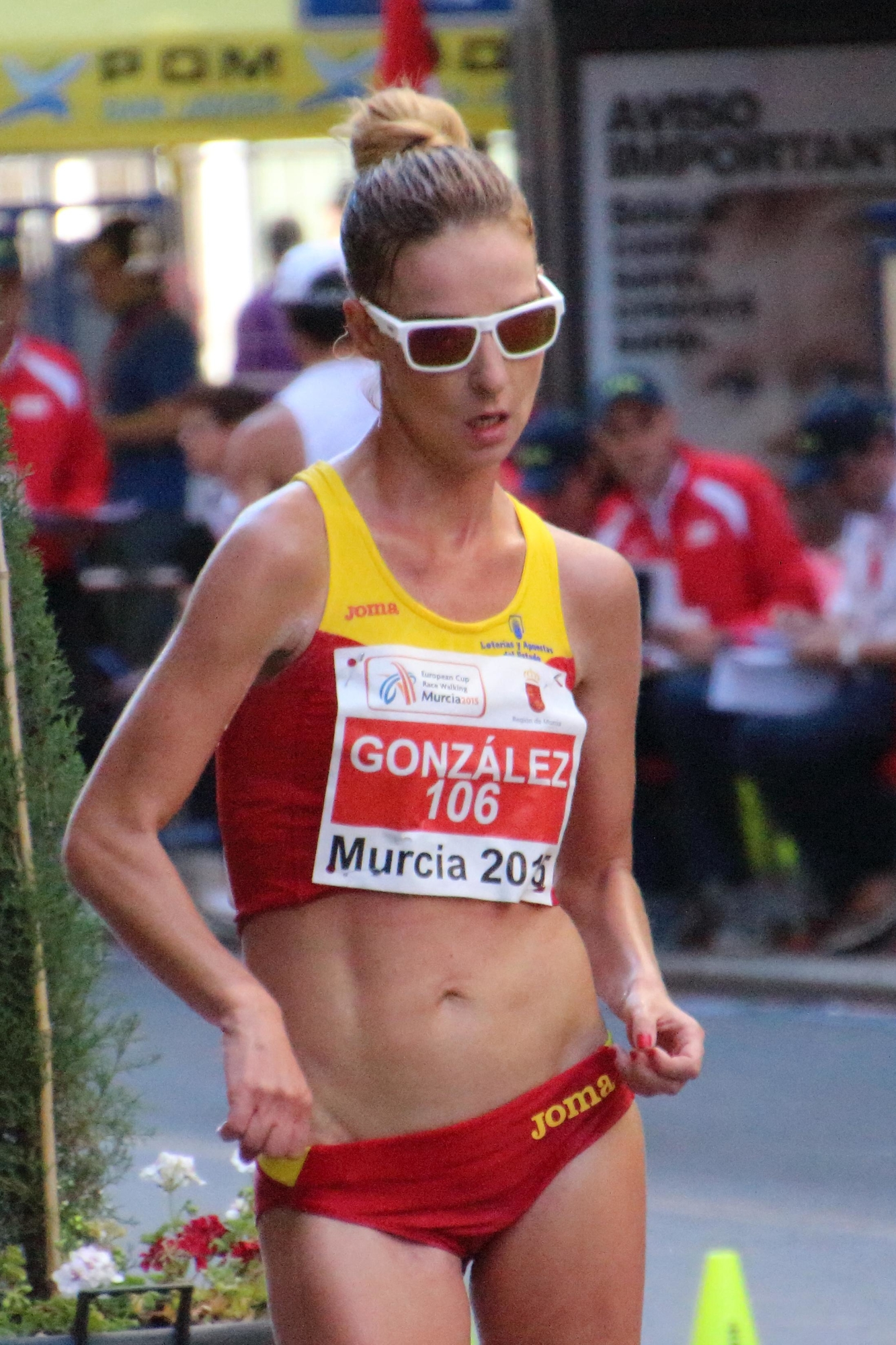
Platz zwanzig für Raquel González
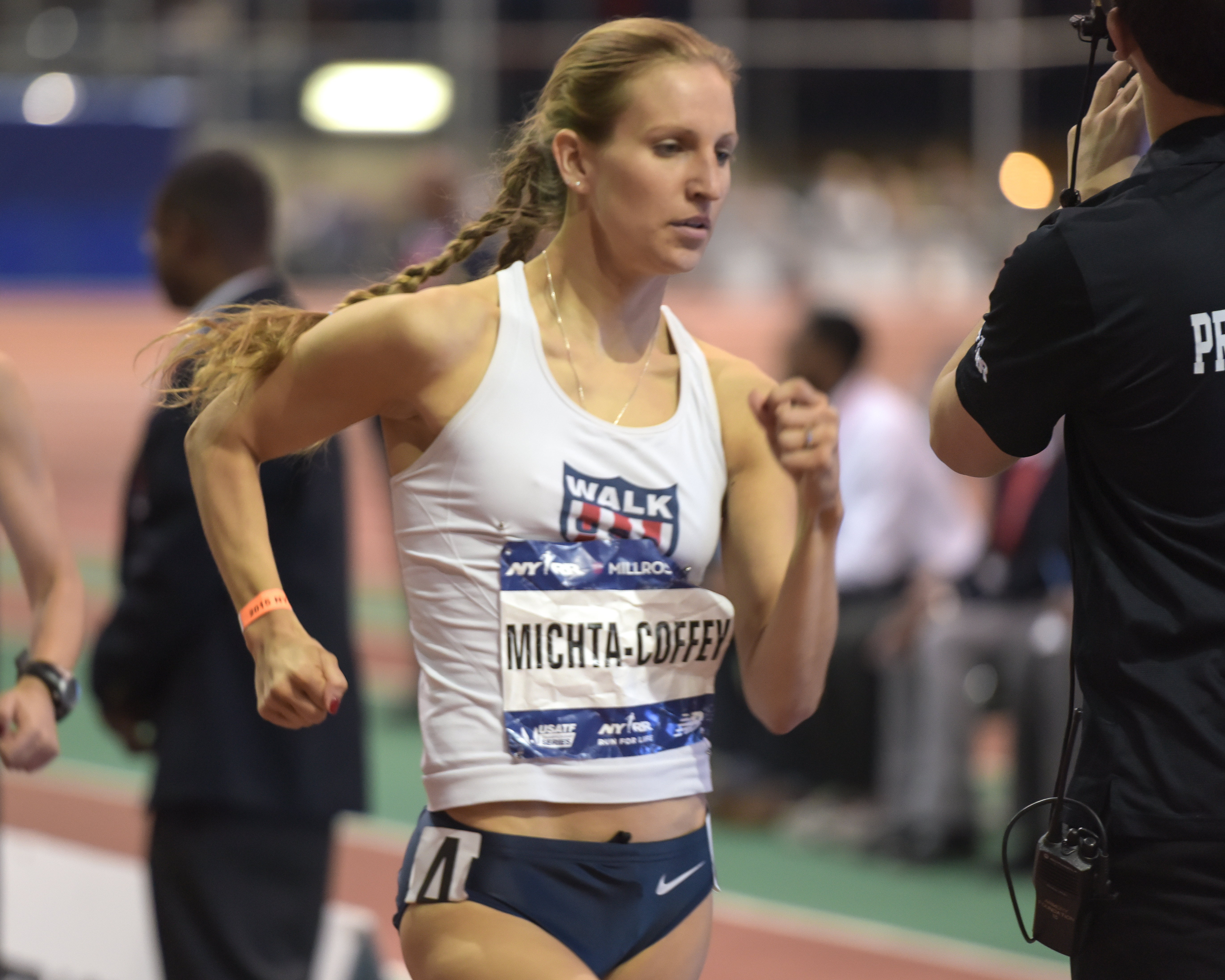
Maria Michta-Coffey  - Rang 22
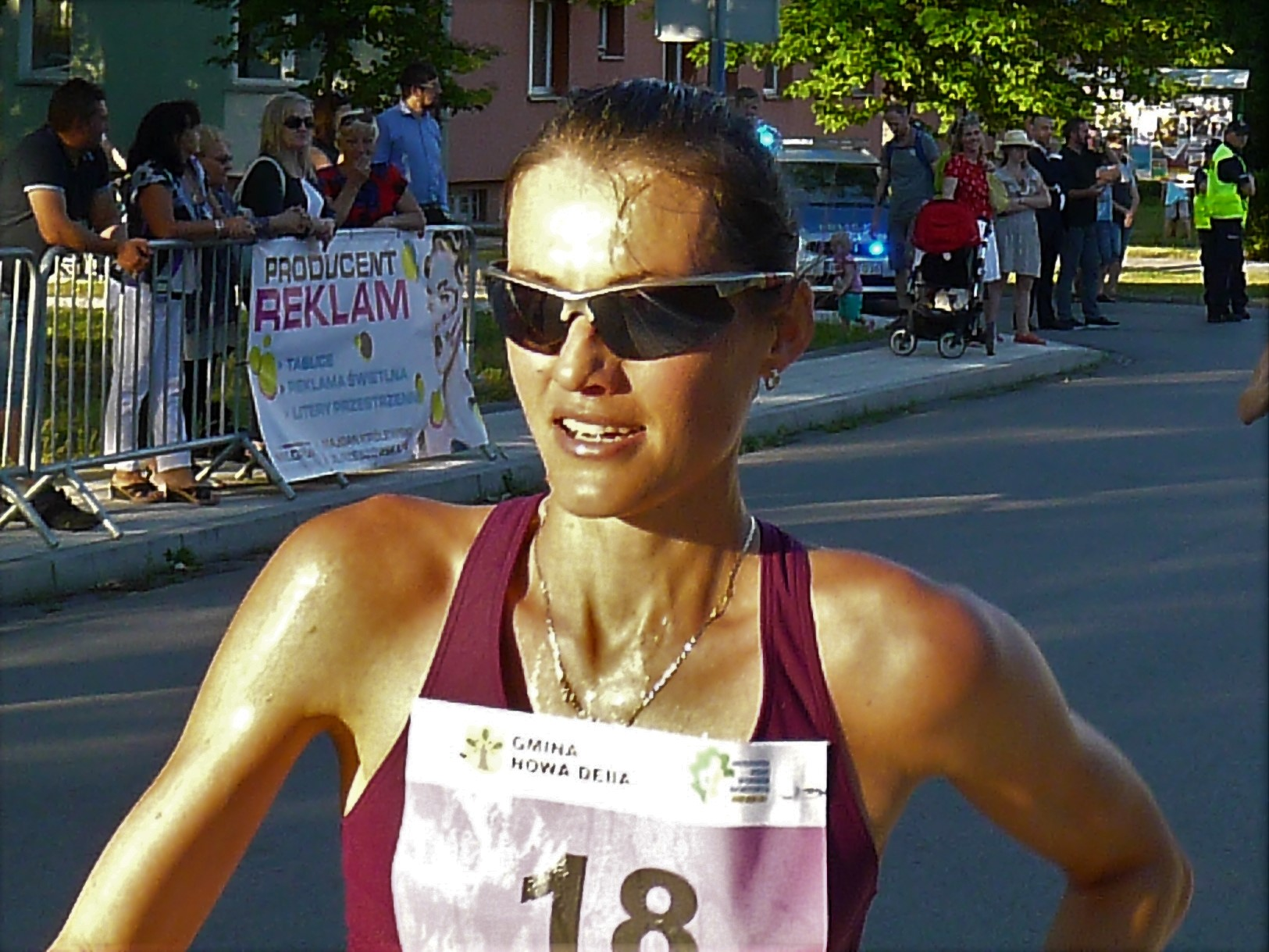
Paulina Buziak – Rang 28

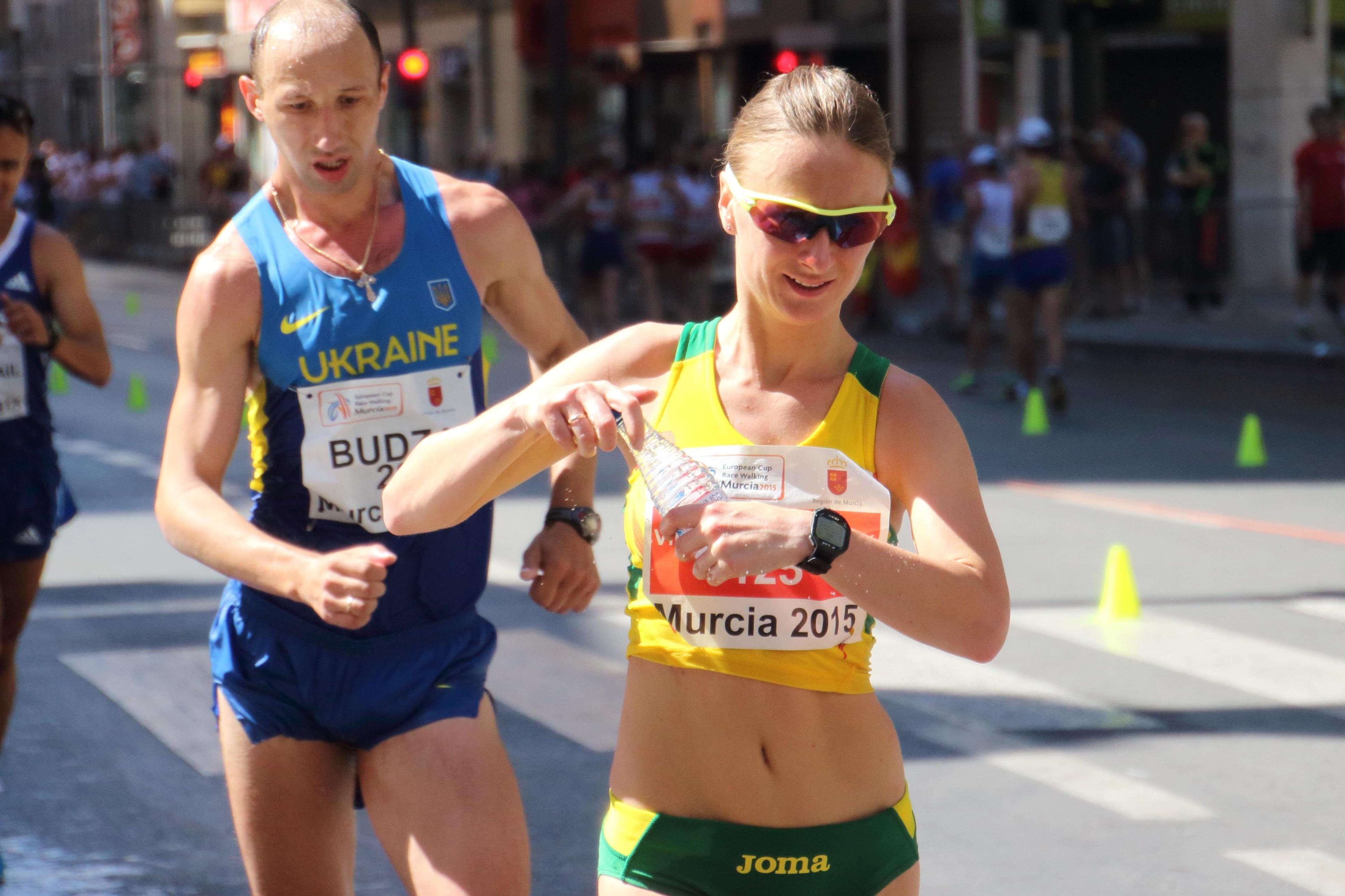
Brigita Virbalytė-Dimšienė – Rang 29
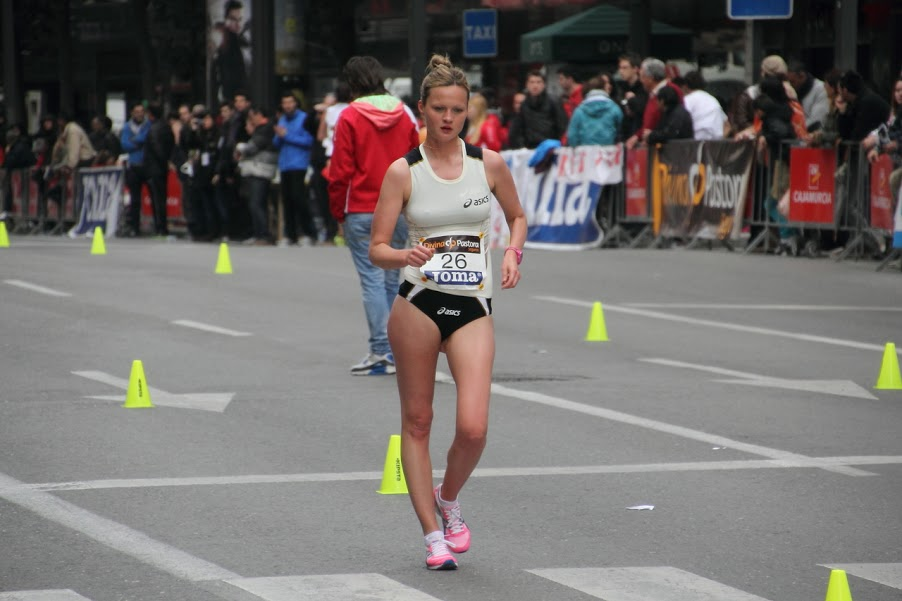
Júlia Takács kam auf Rang 33
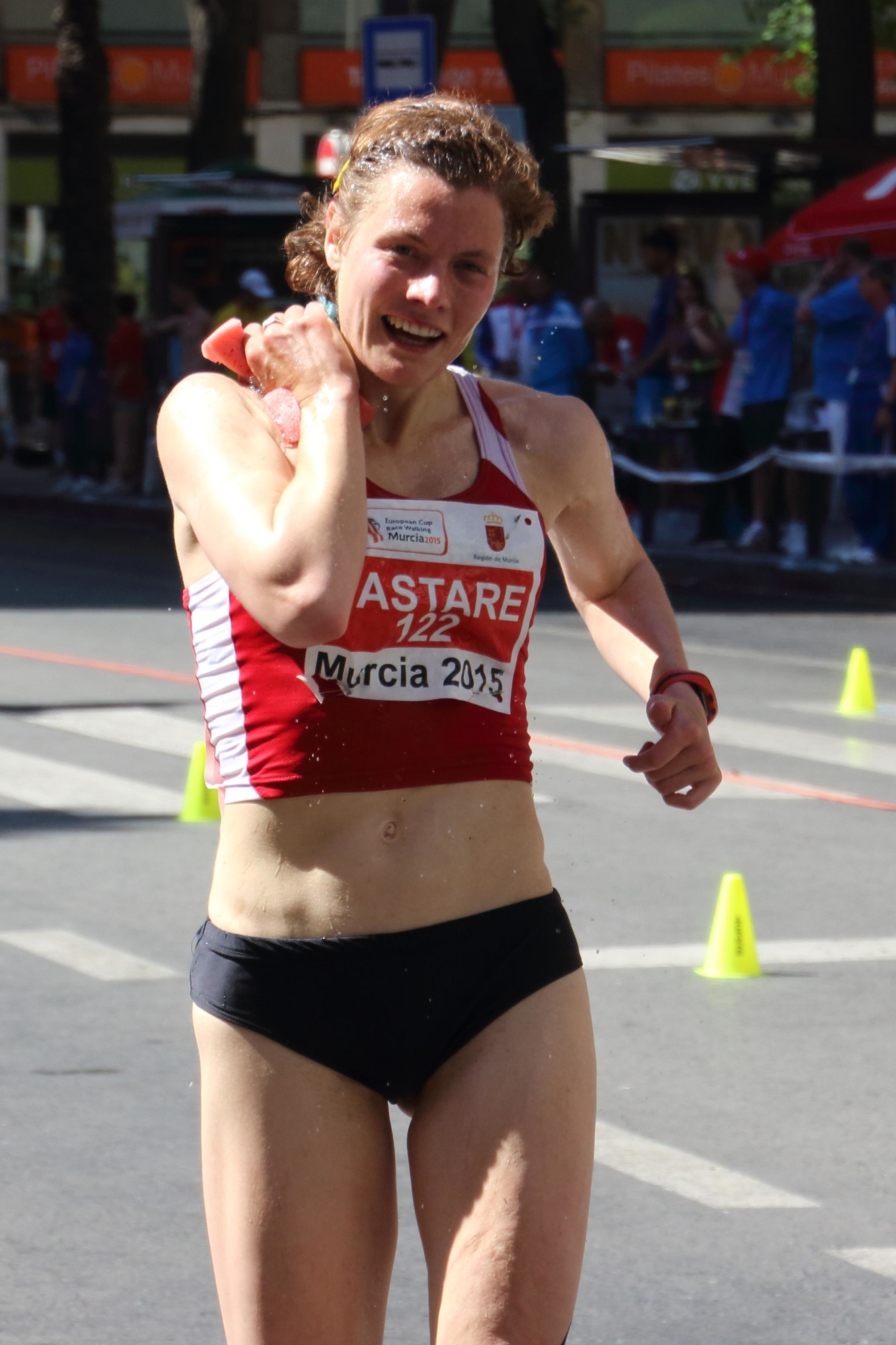
Agnese Pastare – Rang 53
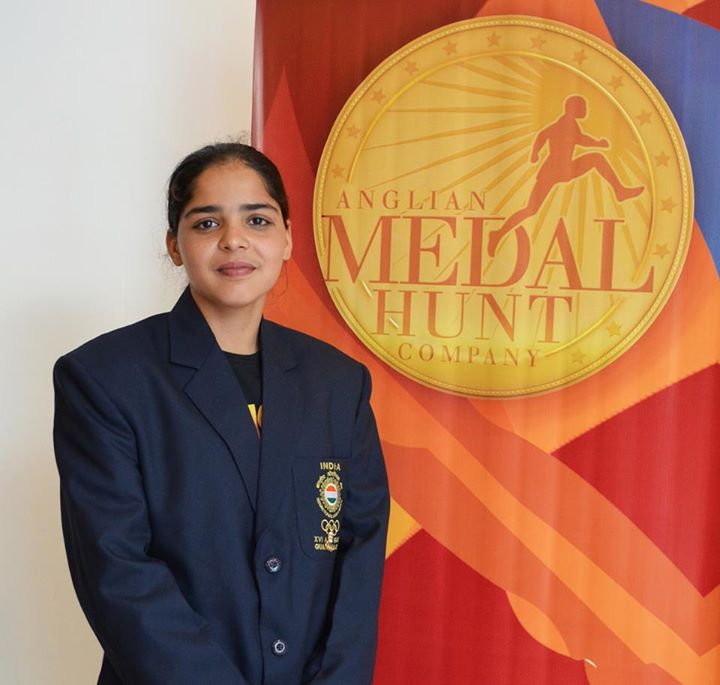
Khushbir Kaur wurde 54.

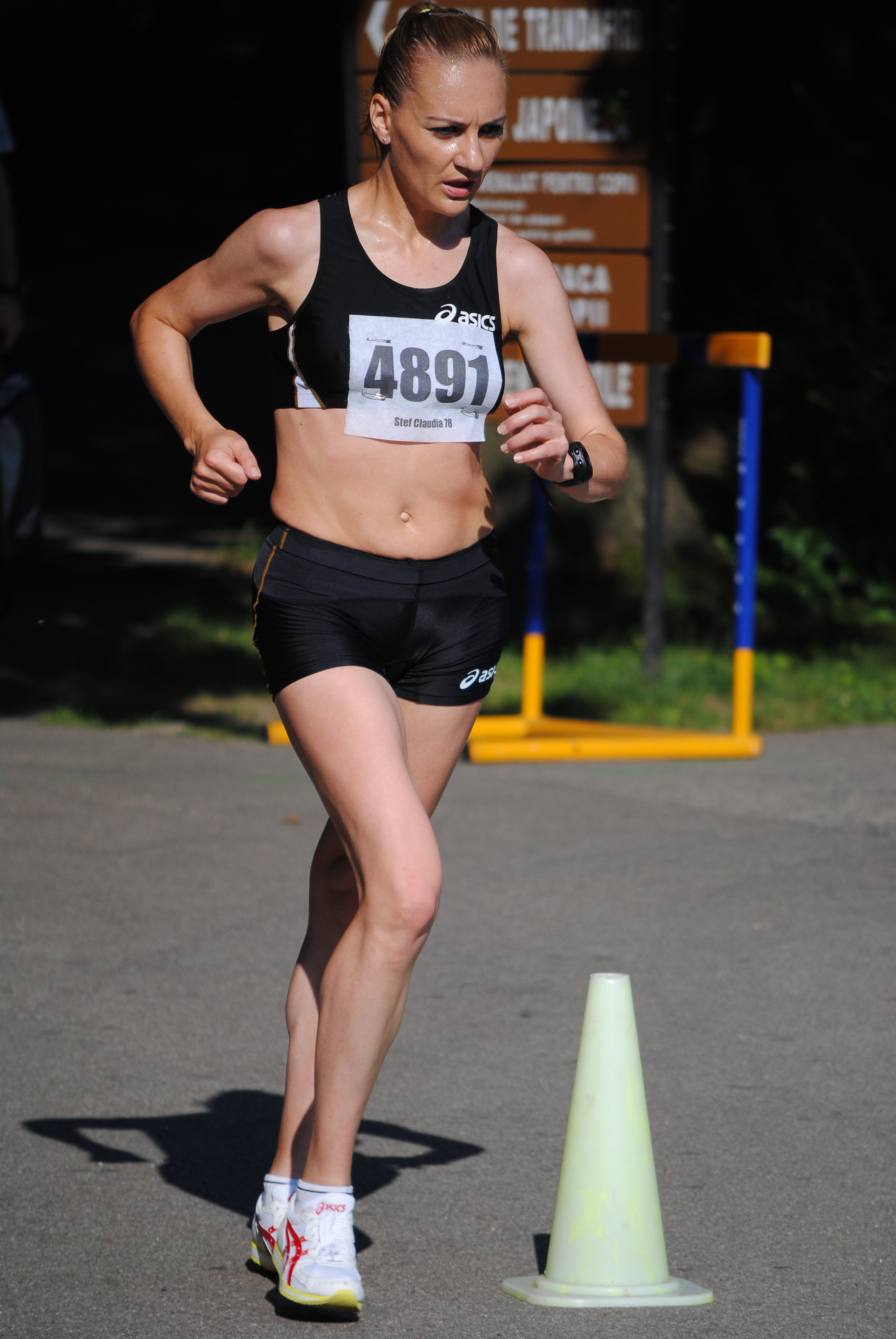
Claudia Ștef erreichte Platz 57
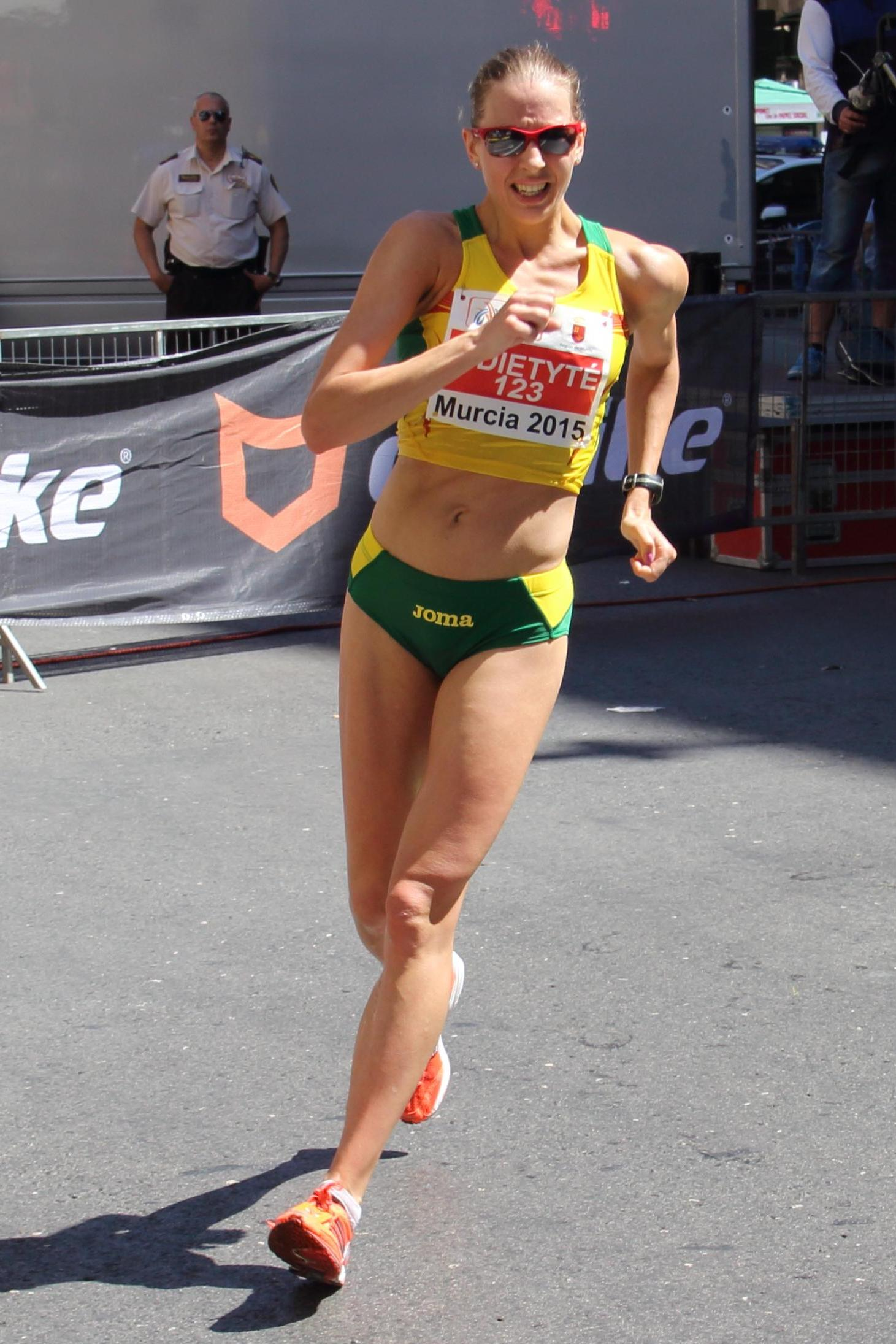
Neringa Aidietytė gab den Wettkampf auf
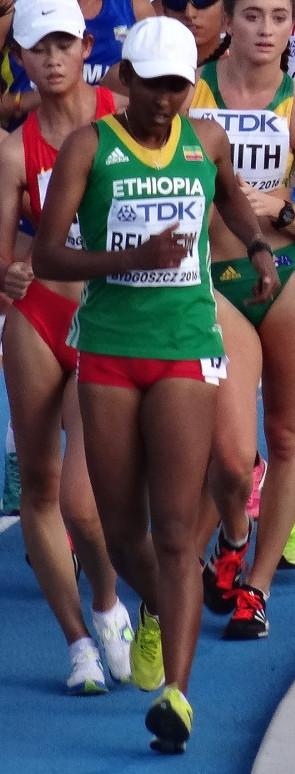
Yehualeye Beletew – disqualifiziert nach drei roten Karten
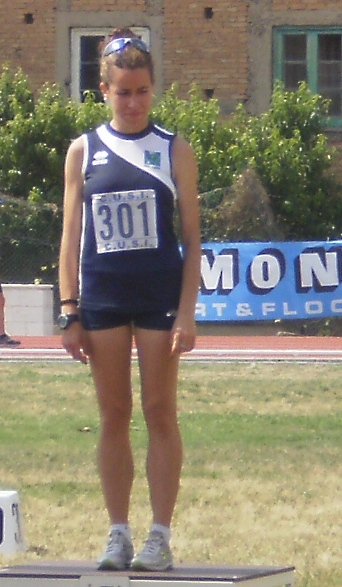
Eleonora Giorgi – disqualifiziert nach drei roten Karten

## Videolinks
- China's Liu wins gold in the Women's 20km Race Walk, youtube.com, abgerufen am 11. Mai 2022
- Rio 2016. Fall and personal tragedy at the Olympic competition. Women's Race Walk 20K, youtube.com, abgerufen am 11. Mai 2022